# 2013년 진보신당 임시당대회
2013년 진보신당 임시당대회는 진보신당 연대회의의 10번째 당대회다. 2013년 7월 21일 관악구청 대강당에서 개최되었다. 진보신당 연대회의는 이 당대회에서 노동당으로 당명을 변경하였다.

## 소집 배경
진보신당은 당헌을 통해 2년을 주기로 정기 당대회를 소집하도록 하고 있다. 이에 따라 2013년 6월 23일에 과천 당대회가 강령 제정과 당명 결정을 안건으로 하여 소집되었다. 그러나 이 중 강령 제정의 건만 통과되고, 당명 결정의 건은 부결되었다. 재창당의 핵심 목표 중 하나인 새 당명 결정이 무산됨에 따라, 이를 수습하기 위해 소집된 진보신당 3기 3차 전국위원회는 당명 변경을 재논의하기 위해 임시당대회를 소집하기로 결의하였다.

### 일정
- 2013년 6월 23일 : 과천 당대회에서 당명 변경의 건이 논의 되었으나 부결.
- 2013년 7월 6일 : 과천 당대회의 결과를 논의하기 위해 3기 3차 전국위원회 소집. 임시당대회 개최와 당명 변경의 건 재논의를 결의.
- 2013년 7월 8일 : 진보신당, 임시당대회 새 당명 제안 방법과 절차 공고.
- 2013년 7월 14일 24시 : 새 당명 제안 마감시한.
- 2013년 7월 21일 : 임시당대회 관악구청에서 개최.

## 성원
관악 임시당대회의 재적수는 대의원 총원 360명 중 사고 4명을 제외한 356명이었으며, 이 중 220명이 출석함에 따라 의사정족수 179명을 넘겨 당대회 개최가 성립되었다.

## 안건
관악 임시당대회에서는 당명 결정의 건과 당헌 제정의 건 두 가지 안건이 상정되었다.

### 당명 결정의 건
이전의 과천 당대회에서 당명 결정의 건이 부결됨에 따라, 이후 소집된 진보신당 3기 3차 전국위원회에서는 당명 결정안 발의 및 의결에 관한 안건이 다시 논의되었다. 전국위원회는 7월 14일까지 새당명 제안을 받기로 시한을 정하는 한편, 이전 당대회의 당명 의결 방식을 컷오프 제도로 바꾸었다.
즉, 새 당명 의결 방식은 모든 후보 당명에 대한 제안취지를 들은 후, 각각의 당명에 대해 찬반투표를 진행하여 출석 대의원 3분의 2 이상이 찬성하는 당명을 선출하되, 1회차 찬반투표 진행 후에도 출석대의원 3분의 2 이상의 찬성을 받은 당명이 없을 경우 찬성율이 가장 낮은 당명을 제외하고 남은 당명에 대해 이전 회차와 동일한 방식으로 진행된다.
당명 제안 마감일인 7월 14일까지 노동당, 무지개사회당, 적록당, 평등노동당, 평등당, 평등사회당, 평화노동당, 해방당이 제안되었으며, 출석대의원 3분의 1의 동의가 있을 경우 현장 발의가 가능토록 한 3기 3차 전국위원회의 결정에 따라 임시당대회 개최 당일에 사회민주당이 제안되어 최종적으로 9개 당명이 후보로 선출되었다.
이를 두고 관악 임시당대회에서는 총 6회의 찬반투표가 진행되었으며, 마지막 6회차 찬반투표에서 노동당이 169표를 얻어 당명으로 최종 선정되었다.

#### 당명 표결 처리 결과
|              | 1회 | 2회 | 3회 | 4회 | 5회 | 6회 |
| ------------ | --- | --- | --- | --- | --- | --- |
| 노동당       | 156 | 158 | 162 | 166 | 167 | 169 |
| 무지개사회당 | 111 | 105 | 105 | 108 | 100 | 102 |
| 사회민주당   | 30  | 36  | 39  | 32  |     |     |
| 적록당       | 52  | 64  | 54  | 54  | 44  |     |
| 평등노동당   | 26  | 21  |     |     |     |     |
| 평등당       | 45  | 31  | 24  |     |     |     |
| 평등사회당   | 92  | 85  | 80  | 80  | 73  | 68  |
| 평화노동당   | 62  | 63  | 51  | 47  | 45  | 35  |
| 해방당       | 25  |     |     |     |     |     |

### 당헌 제정의 건
한편, 3기 3차 전국위원회는 당헌 제정에 대한 안건을 임시당대회에 상정하기로 결의하였으며 이에 따라 당헌 제정의 건도 논의되었다. 이 안건은 만장일치로 원안대로 당헌을 제정하기로 결의되었다.